# Distretto di Tocache
Il distretto di Tocache è uno dei cinque distretti della provincia di Tocache, in Perù. Si trova nella regione di San Martín e si estende su una superficie di 1.142,04 chilometri quadrati.

Istituito il 7 maggio 1940, ha per capitale la città di Tocache; al censimento 2005 contava 25.974 abitanti.